# Granero

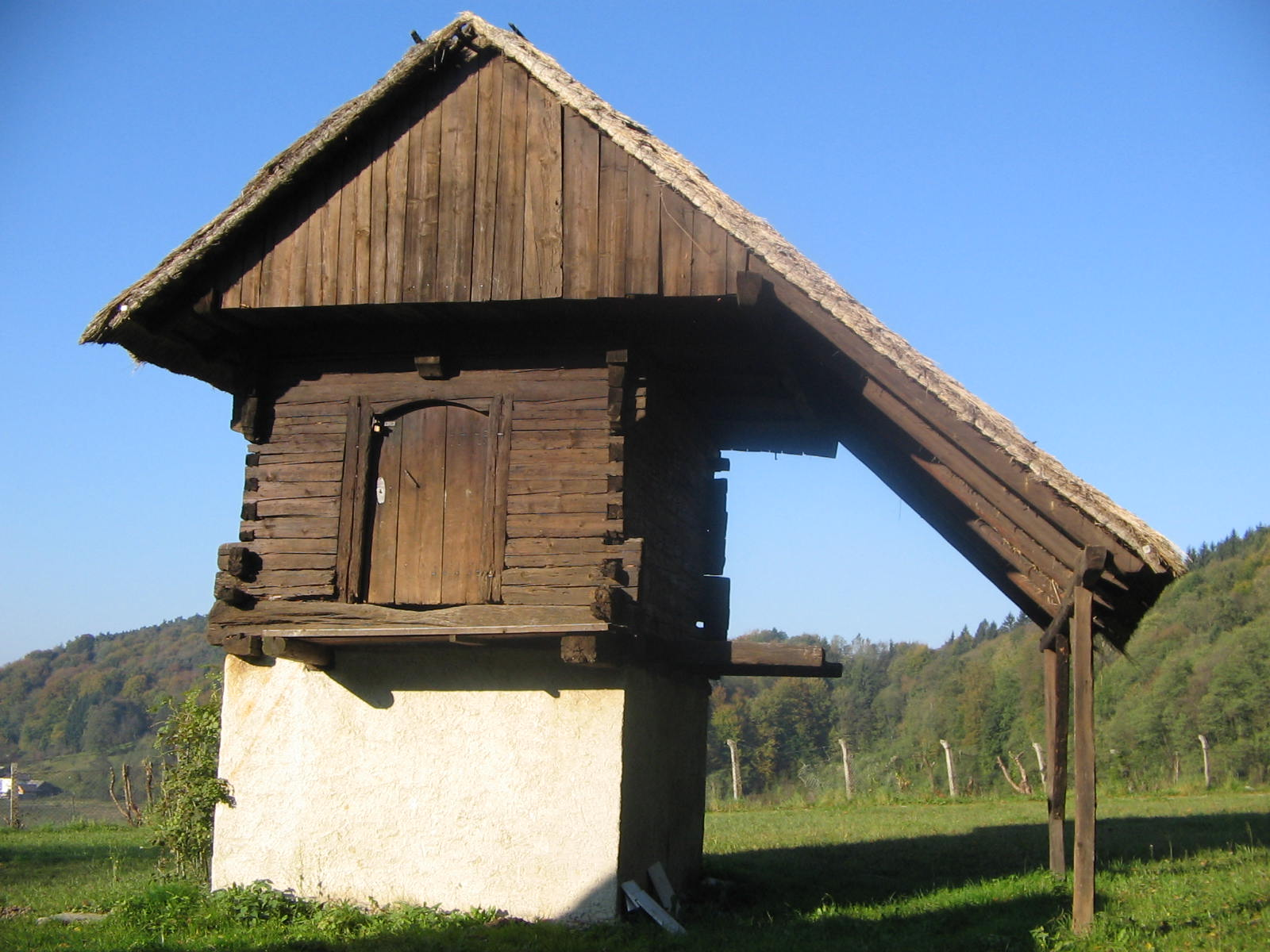
Un granero elevado para evitar la humedad y los roedores de principios del en Eslovenia.

Un granero es un almacén de grano y comida. La construcción de los graneros suele realizarse sobre suelos que mantienen la comida fuera del alcance de ratones y otras amenazas.
Es, en realidad, un sinónimo de hórreo y tiene también un sentido muy similar al de silo. En Castilla (España), a los graneros adosados a las viviendas se los denominaba trojes.
El granero, una construcción tradicionalmente asociada al campo y a la actividad agrícola, ha sido durante siglos un pilar fundamental en las zonas rurales de todo el mundo. Más allá de su funcionalidad básica como almacén de grano y otros productos agrícolas, el granero ha adquirido a lo largo del tiempo una significancia cultural, histórica y simbólica en diversas sociedades. Su presencia en el paisaje rural evoca una conexión profunda entre el ser humano y la tierra, representando no solo un espacio de almacenamiento, sino también un refugio y un punto de encuentro en las comunidades agrarias.
Originalmente, los graneros fueron construidos con el propósito de resguardar la cosecha, protegiéndola de factores como la lluvia, los insectos y los roedores. En muchas culturas, el grano almacenado en estos edificios representaba la seguridad alimentaria y la estabilidad económica de las familias y pueblos. Con el paso del tiempo, la función de los graneros se fue ampliando, y hoy en día estos edificios continúan siendo utilizados de diversas formas. En algunos casos, se han transformado en espacios para eventos, talleres artísticos o incluso en viviendas, lo que refleja una adaptación a las necesidades modernas.
A lo largo de la historia, el diseño y la construcción del granero también ha sido testigo de la evolución de las técnicas arquitectónicas y materiales disponibles. Desde las primeras estructuras sencillas de madera hasta los graneros de grandes dimensiones, hechos con ladrillos o materiales más sofisticados, cada época ha dejado su huella en estos espacios. Además, el granero ha sido un símbolo de trabajo duro, de la vida rural y de la relación íntima con la naturaleza. En muchas culturas, la imagen del granero ha sido representada en el arte, la literatura y la fotografía, consolidándose como un ícono de la vida campesina.

## Orígenes
Desde la antigüedad, el grano se ha almacenado a granel. Los graneros más antiguos que se han encontrado datan del 9500 a. C. y se encuentran en los asentamientos del Neolítico A anterior a la alfarería en Bab edh-Dhra en el Valle del Jordán. Los primeros graneros se ubicaron en lugares entre otros edificios. Sin embargo, a partir del 8500 a. C., se trasladaron al interior de las casas y, en el 7500 a. C., el almacenamiento se realizó en habitaciones especiales. Los primeros graneros medían 3 x 3 m en el exterior y tenían pisos suspendidos que protegían el grano de roedores e insectos y proporcionaban circulación de aire.
Estos graneros son seguidos por los de Mehrgarh, en el valle del Indo, del 6000 a. C. Mehrgarh es uno de los primeros lugares donde se han encontrado evidencias de prácticas agrícolas en el sur de Asia. Durante el período inicial, conocido como Mehrgarh I, los habitantes cultivaban cebada y trigo, y domesticaban animales como ovejas y cabras.  Los antiguos egipcios tenían la costumbre de conservar el grano en años de abundancia en previsión de años de escasez. Dado que el clima de Egipto es muy seco, el grano podía almacenarse en pozos durante mucho tiempo sin una pérdida perceptible de calidad. En Egipto se ha encontrado una maqueta de madera de un granero.
Históricamente, un silo era un pozo para almacenar granos. Es distinto de un granero, que es una estructura sobre el suelo.
En el norte de la península ibérica existen hórreos, cuyo origen se remonta a la Antigüedad según algunos investigadores. 
En las zonas bereberes del sur de Marruecos había agadirs (llamados ksour en el sur de Túnez), pero también servían para otros fines. Los agadir se refieren a graneros o estructuras de almacenamiento tradicional, a menudo fortificadas, utilizadas principalmente por las comunidades bereberes de Marruecos. Estos edificios servían como almacenamiento comunitario de granos y otros productos, protegiéndolos de los robos y los factores ambientales. El término ksar (plural: ksour, castillos) hace referencia a los sitios o palacios fortificados que se encuentran principalmente en el sur de Túnez, en particular en la región de Tataouine. Estas estructuras se utilizaban históricamente para el almacenamiento, la defensa y como residencia de las tribus locales. Los ksour suelen estar formados por edificios interconectados rodeados de altos muros. Suelen incluir graneros comunitarios (ghorfa), mezquitas y espacios habitables. La arquitectura se caracteriza por el uso de adobe y piedra, diseñados para integrarse con el paisaje circundante.
También son impresionantes los graneros tradicionales construidos por los dogones de Malí, construidos con arcilla.

### Edad Media
Durante la Edad Media, el granero desempeñó un papel fundamental en la vida agrícola y económica, siendo una de las estructuras más esenciales en las comunidades rurales. En una época donde la agricultura era la principal fuente de subsistencia y riqueza, el granero no solo servía como un espacio de almacenamiento para el grano, sino también como un elemento clave para la seguridad alimentaria y la organización social.
En la Edad Media, los graneros eran utilizados principalmente para almacenar las cosechas de grano, como trigo, cebada, avena y centeno, que representaban los productos básicos de la dieta medieval. Esta función era vital, ya que el grano almacenado aseguraba el suministro de alimentos durante los meses de invierno y la escasez provocada por las malas cosechas. Los graneros permitían conservar el grano en condiciones secas y frescas, evitando su deterioro por la humedad y protegiéndolo de los roedores, insectos y otros elementos que podían dañar el producto.
A nivel económico, los graneros también eran un indicador de la prosperidad de una comunidad. Las grandes propiedades rurales, tanto en los monasterios como en los feudos de los señores, contaban con graneros bien estructurados y, en algunos casos, incluso especializados para diferentes tipos de cultivos. En las aldeas medievales, los graneros eran comunes en las grandes mansiones y en los terrenos agrícolas que dependían de la producción de cereales. Esto reflejaba la necesidad de tener un lugar seguro para resguardar los bienes que generaban ingresos y sustentaban a las familias durante todo el año.
Tipos de graneros
Los graneros medievales eran construidos generalmente en madera, ya que este material era abundante y fácil de trabajar. Sin embargo, algunos graneros también se construían en piedra, especialmente en regiones donde la madera no estaba fácilmente disponible. A menudo, los graneros medievales estaban elevados sobre el suelo, lo que ayudaba a proteger el grano de la humedad del terreno y de los roedores. Esta elevación también facilitaba la circulación de aire, lo que contribuía al proceso de secado del grano recién cosechado.
En el contexto de los monasterios medievales, los graneros no solo cumplían una función agrícola, sino que también estaban ligados a la organización religiosa y a la vida comunitaria. Los monjes solían ser grandes productores agrícolas, y sus graneros eran espacios claves para almacenar los cultivos que sustentaban a la comunidad monástica y a veces eran también utilizados para intercambiar productos con otras instituciones o con el mercado local.
El granero en la vida cotidiana
El granero medieval también desempeñaba un papel importante en la vida social y comunitaria. En muchas aldeas, el granero no solo servía como almacén de grano, sino que también podía ser un lugar de encuentro para la comunidad. En algunas regiones, los campesinos tenían graneros comunes o públicos donde almacenaban los productos cosechados colectivamente. Estos graneros comunales permitían que los habitantes compartieran los recursos, ayudándose mutuamente en tiempos de escasez. Además, el grano almacenado en estos graneros era una forma de reserva en caso de malas cosechas o de eventos climáticos que pudieran afectar la producción local.
Simbolismo y control social
El granero también tenía un componente simbólico en la Edad Media, ya que representaba el control de los recursos esenciales para la vida. El control sobre los graneros, y por ende sobre el grano, era un aspecto crucial del poder económico y social. Los señores feudales y las autoridades religiosas, como los monjes, eran los que gestionaban los grandes almacenes de grano. En muchas ocasiones, el acceso a los graneros estaba regulado por impuestos o rentas, lo que consolidaba la posición de poder de aquellos que los controlaban.
Además, el almacenamiento de grano en los monasterios y las propiedades señoriales también tenía un componente de control de la población, ya que en caso de escasez, los señores podían influir sobre la distribución de alimentos, aumentando su poder sobre la comunidad campesina. Esto daba lugar a una relación desigual entre los productores y los propietarios del grano.

## Control de humedad
El grano debe mantenerse alejado de la humedad durante el mayor tiempo posible para conservarlo durante el mayor tiempo posible en buenas condiciones y evitar el crecimiento de moho. El grano recién cosechado que se lleva a un granero tiende a contener un exceso de humedad, lo que fomenta el crecimiento de moho y conduce a la fermentación y al calentamiento, los cuales son indeseables y afectan a la calidad. La fermentación generalmente echa a perder el grano y puede causar cambios químicos que crean micotoxinas tóxicas.
Un remedio tradicional consiste en esparcir el grano en finas capas sobre un piso, donde se gira para airearlo a fondo. Una vez que el grano esté lo suficientemente seco, se puede transferir a un granero para su almacenamiento. En la actualidad, esto se puede hacer por medio de un tornillo sinfín mecánico para grano para mover el grano de un granero a otro.
En los silos modernos, el grano generalmente se airea impulsando aire in situ o se hace circular a través de un equipo externo de secado de grano.

## Graneros modernos
En la actualidad a menudo se utilizan graneros fabricados de acero para almacenar el grano en el campo hasta que se le traslada a grandes instalaciones para su almacenamiento antes de ser despachado. Las grandes instalaciones mecanizadas son denominadas elevadores de granos.
Los graneros modernos se construyen todos prácticamente sobre el mismo plano. El equipo mecánico para recibir y descargar el grano es muy similar en todos los graneros modernos. Por lo general, el granero se levanta sobre un muelle en el que pueden atracar y descargar grandes buques. En el lado de tierra, las vías de ferrocarril conectan el almacén con las principales líneas de su distrito; la accesibilidad a un canal es una ventaja. La descarga de los buques suele realizarse mediante elevadores de cangilones que se sumergen en la carga, aunque en algunos casos se sustituyen por elevadores neumáticos. Una cinta transportadora con carro de descarga distribuye rápidamente una carga pesada de grano. Las cintas transportadoras sirven igualmente para cargar o descargar los silos. Los silos están siempre provistos de fondos de tolva, y cualquier silo puede ser vaciado eficazmente por la banda, que corre por debajo, ya sea en un sótano o en un túnel especialmente construido. Todos los graneros deben estar provistos de una planta suficiente de maquinaria de limpieza para eliminar del grano las impurezas que puedan ser perjudiciales para sus cualidades de almacenamiento. La principal de estas máquinas son los separadores de almacén que funcionan mediante tamices y corrientes de aire.
El típico almacén de grano está equipado con una serie de cámaras para el almacenamiento de grano que se conocen como silos, y pueden estar construidos de madera, ladrillo, hierro o ferrocemento. Los silos de madera suelen ser cuadrados, hechos de listones planos de madera clavados unos sobre otros, y solapados de tal modo en las esquinas que alternativamente un listón longitudinal y otro transversal se extienden más allá de la esquina. Los huecos se rellenan con piezas cortas de madera clavadas firmemente, y así toda la pared del silo es sólida. Este tipo de silo gozaba antiguamente de gran popularidad, pero presenta ciertos inconvenientes, como la posibilidad de podredumbre seca, mientras que los gorgojos son propensos a alojarse en los intersticios, a menos que se practique un lavado con cal concinezudo. Los ladrillos y el cemento son buenos materiales para construir silos de forma hexagonal, pero requieren cimientos profundos y paredes sólidas. Los silos de hierro de forma circular se utilizan en cierta medida en Gran Bretaña, pero son más comunes en América del Norte y del Sur. En su caso, las paredes son mucho más delgadas que con cualquier otro material, pero la condensación contra la pared interior en tiempo húmedo es un inconveniente en climas húmedos. Los silos cisterna cilíndricos también se han fabricado con tejas ignífugas. Los silos de hormigón armado se han construido con los sistemas Monier y Hennebique.

## Tipos de construcción
Los graneros se construían de diferentes maneras en función del volumen de almacenamiento. Mientras que los más pequeños se construían directamente en las granjas, los más grandes se ubicaban en castillos o monasterios, en puertos o en el interior de las ciudades. Se desarrollaron diferentes métodos de construcción con el objetivo de mantener el almacenamiento de grano lo más seco y libre de plagas posible.
Se hace una distinción básica entre graneros y silos. Los almacenes de suelo son comparables a los edificios ordinarios con pisos (capas de vigas), con una gran superficie de suelo y poca altura. Son transitables, ya que el grano debe desplazarse una y otra vez (manual o mecánicamente) para conservarlo. Deben disponer de dispositivos de ventilación, por ejemplo ventanas, para secar el grano. Los almacenes de silo son almacenes de pozo, es decir, edificios divididos por tabiques verticales en salas individuales de poca superficie y gran altura
En función de la antigüedad, el tamaño y las necesidades, existen diferentes equipamientos técnicos. Para el transporte vertical y horizontal son posibles diversos sistemas de transporte, como cabrestantes y elevadores, transportadores de tornillo o cintas transportadoras. Además, a menudo se dispone de básculas o dispositivos para la limpieza (por ejemplo, cribas y barrido por el viento)
En las zonas secas, son habituales las fosas o bodegas de grano. Estos depósitos subterráneos se construyen en un lugar elevado y protegido de las inundaciones
En muchos casos, los graneros se construían lejos de los edificios habitados debido al alto riesgo de incendio. Como era imperativo que estuvieran secos, cualquier chimenea o fogón como los que se encontraban en las viviendas habitadas era una fuente potencial de peligro

## Galería de imágenes
|                                                             |
| Cámaras de granero (ghorfas) del Ksar Haddada, sur de Túnez |

|                                |
| Granero de los dogones en Malí |

|                                                     |
| Granero en Verkhivnia, Ucrania. Construido en 1913. |

|                                                               |
| Gran granero en Bydgoszcz, Polonia, a la orilla del río Brda. |

|                                                                              |
| Granero de varios pisos con pórtico, construido en 1835, Kiszombor, Hungría. |

| |
| Granero para centeno Torba d'Padovágn sobre piedras contra ratones en forma de seta, Bignasco, Valle Maggia, Suiza (construido en 1438). |

|                                                   |
| Granero de Wolfenbüttel (Alemania) del siglo XVII |

|                                                                            |
| Granero en Ravensburg (construido hacia 1452, en la actualidad biblioteca) |

|                                                                        |
| Planta del granero del castillo de Mildenstein (construido hacia 1395) |

| |
| El Kornhaus, edificio de la izquierda, al lado del tranvía 9, situado en la Kornahusplatz en Berna, fue un granero construido entre 1711 y 1715 (imagen de 1983) |

|                    |
| Hórreo en Galicia. |

| |
| Granero con molino y elevador de granos en foto de 1930, construido en 1873, en Port Perry, Ontario. |

|                                               |
| Graneros modernos de acero en Estados Unidos. |